# Markus Büchler (Politiker)
Markus Büchler (* 31. Juli 1973 in München) ist ein deutscher Politiker (Bündnis 90/Die Grünen) und Landschaftsarchitekt. Er ist seit November 2018 Mitglied des Bayerischen Landtags.

## Studium und Beruf
Sein Erststudium an der Fachhochschule Weihenstephan schloss Büchler im Fachgebiet Landschaftsarchitektur als Diplom-Ingenieur ab. Darüber hinaus schloss er an der Fernuniversität in Hagen in den Fächern Geschichte und Philosophie ein Zweitstudium als Magister Artium ab. 2013 promovierte er an derselben Fernuniversität zum Thema Verfassung als Kampagne.

## Politik
1991 wurde Büchler Mitglied von Bündnis 90/Die Grünen. Er baute die Jugendkontaktstelle Oberbayern, den Vorläufer der Grünen Jugend Bayern, auf und leitete diese. Im Münchner Kreistag war Büchler von 1998 bis 2014 als Geschäftsführer für die Grüne Fraktion tätig. Von 2006 bis 2014 war er Sprecher des Kreisverbands München-Land der Grünen. Von 1999 bis 2003 war er nebenberuflicher Mitarbeiter der Landtagsabgeordneten Susanna Tausendfreund. Ab 2005 arbeitete er nebenberuflich für den Bundestagsabgeordneten Anton Hofreiter.
Bei der Kommunalwahl 2014 wurde Markus Büchler als Gemeinderat in Oberschleißheim und als Kreisrat im Landkreis München gewählt. Im Kreistag ist er stellvertretender Fraktionsvorsitzender der Grünen. 2015 war Büchler an der Wiedergründung des Bezirksverbands Oberbayern von Bündnis 90/Die Grünen beteiligt und wurde als Vorsitzender des mitgliederstärksten bayerischen Bezirksverbands gewählt und 2017 in diesem Amt bestätigt.
Büchler zog bei der Landtagswahl in Bayern 2018 in den Bayerischen Landtag ein, nachdem er auf der Wahlkreisliste der Grünen im Wahlkreis Oberbayern das achtbeste Gesamtstimmen-Ergebnis erreichte. Bei der Landtagswahl 2023 zog er erneut in den Landtag ein. Büchler ist Mitglied des Ausschusses für Bauen, Wohnen und Verkehr des Bayerischen Landtags. Von der grünen Landtagsfraktion wurde er als ihr Sprecher für Mobilität gewählt.
Des Weiteren ist Büchler verheiratet und Vater zweier Kinder.